# Paracoryphella islandica
Paracoryphella islandica is een slakkensoort uit de familie van de Paracoryphellidae. De wetenschappelijke naam van de soort is voor het eerst geldig gepubliceerd in 1937 door Odhner als Coryphella islandica.